# Gau-Bischofsheim
Gau-Bischofsheim település Németországban, Rajna-vidék-Pfalz tartományban. Lakosainak száma 2189 fő (2023. december 31.).

## Népesség
A település népességének változása:
| Lakosok száma | 1131 | 2047 | 2139 | 2234 | 2211 | 2189 |
|               | 1975 | 2017 | 2019 | 2021 | 2022 | 2023 |